# ديفيد مارك شالمرز
ديفيد مارك شالمرز (بالإنجليزية: David Mark Chalmers)‏ هو مؤرخ أمريكي، ولد في 1927.